# 'Ammit̠tamru I
'Ammit̠tamru I (... – XVII secolo a.C.) è stato un re amorreo di Ugarit.